# Золотуха (Саратовская область)
Золотуха — село в Дергачёвском районе Саратовской области России, в составе сельского поселения Зерновское муниципальное образование.
Село находится в восточной части Саратовской области, в степной зоне, в пределах Сыртовой равнины, на левом берегу реки Большой Узень, на расстоянии примерно 42 километров (по прямой) к юго-западу от посёлка городского типа Дергачи, административного центра района (в 77 км по автодорогам)
Население - 164 (2010)

## История
Переселенческая деревня Золотуха упоминается в Списке населённых мест Самарской губернии по сведениям за 1889 год. Деревня относилась к Орлово-Гайской волости Новоузенского уезда Самарской губернии. Под деревню было отведено 2544 десятины земли. 
Согласно Списку населённых мест Самарской губернии 1910 года в селе проживало 363 мужчины и 367 женщин, деревню населяли бывшие государственные крестьяне, переселенцы, преимущественно русские и малороссы, православные, в деревне имелись церковь, церковно-приходская школа, 3 ветряные мельницы.
В 1919 году в составе Новоузенского уезда село включено в состав Саратовской губернии.

## Население
Динамика численности населения по годам:
| Годы      | 1889 | 1897 | 1910 | 2002 |
| --------- | ---- | ---- | ---- | ---- |
| Население | 432  | 495  | 730  | 265  |

| 2002 | 2010 |
| ---- | ---- |
| 264  | ↘164 |